# 齊木楠雄的災難 (2017年電影)
《齊木楠雄的災難》（日语：斉木楠雄のΨ難）是一部2017年上映的由福田雄一导演的日本动作喜剧片，改编自麻生周一所创作的著名漫画《齊木楠雄的災難》，主角齊木楠雄由山崎賢人主演，电影于2017年10月21日在日本上映。臺灣於2018年4月20日上映。
於6月15日在週刊少年Jump的2015年29號上宣佈真人電影化，在2016年秋季開拍，同年殺青。藍光/DVD版於2018年5月2日發售。

## 演員
- 山崎賢人 飾演 齊木楠雄（粵語配音：周良鴻）
- 橋本環奈 飾演 照橋心美（粵語配音：廖欣怡）
- 新井浩文 飾演 燃堂力（粵語配音：竺諺鴻）
- 吉澤亮 飾演 海藤瞬（粵語配音：黃尉斯）
- 笠原秀幸（日语：笠原秀幸） 飾演 灰呂杵志（粵語配音：郭浩勤）
- 賀來賢人 飾演 窪谷須亞蓮（粵語配音：陳漢祺）
- 室剛 飾演 蝶野雨綠（粵語配音：陳健豪）
- 佐藤二朗 飾演 PK學園校長
- 內田有紀 飾演 齊木久留美（粵語配音：莊巧兒）
- 田邊誠一 飾演 齊木國春（粵語配音：何偉誠）

## 外部連結
- 真人電影《齊木楠雄的Ψ難》官方網站 （页面存档备份，存于） （日語）
- 真人電影《齊木楠雄的Ψ難》的X（前Twitter） （日語）
- 互联网电影数据库（IMDb）上《齊木楠雄的災難》的资料（英文）